# Digiblast
Digiblast - Personal Media Center (stilizzato digiBLAST personal media center) è una console portatile costruita, sviluppata e prodotta da tre aziende separate: Nikko Europe B.V. nei Paesi Bassi, Grey Innovation in Australia e Vivid Imaginations nel Regno Unito. Essa venne lanciata nel 2005 principalmente come console da gioco, ma può sfruttare apposite cartucce che permettono anche di guardare cartoni animati in formato RealPlayer e, con un particolare add-on, è possibile dal PC trasferire e ascoltare file audio in formato MP3. Un altro add-on permette di collegare la console a un TV, incompatibile con alcuni giochi e di scarsa qualità, in quanto loro e tutti gli elementi su schermo vengono visualizzati in una minuscola finestra.
Esisteva anche un ultimo add-on con la capacità di scattare fotografie a 1,3 megapixel di risoluzione, che però non ha mai visto la sua uscita nei negozi.
Il Digiblast - Personal Media Center è stato messo in commercio a un prezzo di 90 € circa, e ha cercato di ritagliarsi uno spazio nel mercato delle console portatili che vedeva proprio in quel periodo il lancio del Nintendo DS e della PSP (rispettivamente da parte di Nintendo e Sony), fallendo miseramente con poco più di 100.000 unità vendute.

## Caratteristiche
La console è costituita da uno schermo LCD da 2.7 pollici e con 4096 colori di bassa qualità, affetto da ghosting e con una dominante viola che scompare a poco a poco durante l'uso, che comunque non influisce sull'esperienza di gioco.
È dotata inoltre di un piedistallo sul retro del case che le consente di stare in piedi da sola mentre si guarda, per esempio, un cartone animato tra quelli presenti nel catalogo.
L'altoparlante in Mono, la cui qualità non è tra le migliori, lo rende poco ideale per l'ascolto di musica, nonostante sia prevista anche questa funzione.

## Lista di titoli

### Videogiochi
| Titolo                                                    | Sviluppatore/i                                          | Editore                                     | Genere                          | Data di uscita   |
| --------------------------------------------------------- | ------------------------------------------------------- | ------------------------------------------- | ------------------------------- | ---------------- |
| Activision Anthology                                      | Nikko Europe                                            | Activision                                  | Raccolta                        | 31 dicembre 2005 |
| Atari Classics Games                                      | Digital Eclipse Nikko Europe (Digiblast porting)        | Nikko Europe                                | Raccolta                        | 1º dicembre 2005 |
| Crazy Jack                                                | Int13 Production                                        | Nikko Europe                                | Piattaforme                     | 25 aprile 2006   |
| Cuccioli Cerca Amici                                      | Engine Software                                         | Nikko Europe                                | Simulatore di vita              | 1º giugno 2007   |
| Das Magische Labyrinth                                    | Nurogames                                               | Kiddinx Entertainment                       | Rompicapo                       | 23 novembre 2009 |
| digiQUAD                                                  | Viex Games                                              | Nikko Europe                                | Simulatore di guida             | 18 dicembre 2005 |
| The Fast and The Furious & 2Fast2Furious                  |                                                         | Nikko Europe (Digiblast porting)            | Simulatore di guida             |                  |
| Freddi Fish - Het Verhaal van de Verdwenen Zeewierzaadjes | Humongous Entertainment Atari (Digiblast porting)       | Transposia Nikko Europe (Digiblast porting) | Avventura                       | 2005             |
| Gold Miner Joe                                            | Arcade Lab                                              | Nikko Europe                                | Piattaforme                     | 30 ottobre 2006  |
| Gormiti: The Masters of the Gorm Island                   | Engine Software                                         | Nikko Europe                                | Azione, picchiaduro             | 30 ottobre 2006  |
| Gormiti 2: Lotta Oscura                                   | Engine Software                                         | Nikko Europe                                | Azione, picchiaduro             | 31 dicembre 2007 |
| Gormiti 3: Agguato nella Valle                            | Engine Software/AIM Productions                         |                                             | Picchiaduro                     | 30 novembre 2007 |
| Pitfall: The Lost Expedition                              | Torus Games Endgame Studios (Digiblast porting)         | Activision Nikko Europe (Digiblast porting) | Piattaforme, avventura dinamica | 25 febbraio 2006 |
| Rayman 3: Hoodlum Havoc                                   | Ubisoft Montpellier Endgame Studios (Digiblast porting) | Ubisoft Nikko Europe (Digiblast porting)    | Piattaforme                     | 25 aprile 2006   |
| SparkBlast                                                | Engine Software                                         | Nikko Europe                                | Sparatutto                      | 2007             |
| Spider-Man: Mysterio's Menace                             | Vicarious Visions Endgame Studios (Digiblast porting)   | Activision Nikko Europe (Digiblast porting) | Azione                          | 25 febbraio 2006 |
| SuperStar Chefs                                           | Arcade Lab                                              | Nikko Europe                                | Piattaforme                     | 25 aprile 2006   |
| Tony Hawk's Pro Skater 4                                  | Vicarious Visions                                       | Activision Nikko Europe (Digiblast porting) | Skateboarding                   |                  |
| Truckz Racing                                             | Engine Software/Reactor                                 | Nikko Europe                                | Simulatore di guida             | 2006             |
| Wade Hixton's Counter Punch                               | Engine Software/Inferno                                 | Nikko Europe                                | Pugilato                        | 25 aprile 2006   |
| X-Men 2: La vendetta di Wolverine                         | GenePool Software                                       | Activision Nikko Europe (Digiblast porting) | Azione                          |                  |

### Cartoni animati
Per ogni serie sono contenuti nella cartuccia tre episodi.
- Crazy Mix[N 5]
- Gormiti - Dalle origini all'eclissi ("Le origini", "La grande eclissi" e "L'eclissi finale")
- Gormiti - Le battaglie decisive ("Attacco su Gorm" e "Scontro finale")
- Power Rangers S.P.D.
- Sonic X ("Appare SuperSonic l'eroe", "Fuga da Area 99" e "L'ambizione del Dr. Eggman")
- SpongeBob SquarePants ("A caccia di meduse"/"Plankton!",[N 6] "Un vicino conteso"/"L'esame di guida", "Consegna a domicilio"/"Casa dolce ananas", ed "Il ritorno dei supereroi"/"Tutta colpa dei sottaceti")
- Teenage Mutant Ninja Turtles ("Non uscite da quel tombino", "Trappola per topi" e "L'attacco degli acchiappa topi")
- Totally Spies! ("Cose per musicisti", "Regina per un giorno" ed "Il sostituto di Jerry")
- Winx Club ("Una fata a Gardenia",[N 6] "Benvenuti a Magix!", "L'anello di Stella" e "La palude di Melmamora")
- Yu-Gi-Oh! ("Il cuore delle carte", "La sfida" e "In viaggio verso il regno dei duellanti")

## Italia
Distribuita da Giochi Preziosi, Digiblast - Personal Media Center fa il suo debutto sul mercato italiano a Natale 2005 senza però riscuotere un gran successo, nonostante una intensa campagna pubblicitaria televisiva con DJ Francesco come testimonial ufficiale. Quest'ultima puntava molto sulle doti multimediali della console ma, complice anche qualche problema di approvvigionamento delle cartucce nei negozi, è rimasta un po' trascurata, per poi fare la sua ricomparsa per Natale dell'anno successivo (2006).